# Record de Tunisie du 3 000 mètres steeple
Le record de Tunisie du 3 000 mètres steeple est actuellement détenu par Fethi Baccouche chez les hommes, en 8 min 15 s 6, et par Marwa Bouzayani chez les femmes, en 9 min 04 s 93.

## Hommes
| Athlète         | Performance  | Club                                    | Lieu     | Date           |
| Fethi Baccouche | 8 min 15 s 6 | Association sportive militaire de Tunis | Helsinki | 2 juillet 1987 |

## Femmes
| Athlète         | Performance   | Club                        | Lieu | Date         |
| Marwa Bouzayani | 9 min 04 s 93 | Croissant sportif de Regueb | Rome | 30 août 2024 |